# 阿尔塔专区
阿尔塔专区（希臘語：Περιφερειακή ενότητα Άρτας），是希腊伊庇鲁斯大区的一个专区。首府为阿尔塔。专区面积为1,662平方公里，2011年人口数量为67,877人。

## 行政
阿尔塔州最初成立于1882年。在2011年卡利克拉提斯改革方案中，希腊所有州份被取消。原阿尔塔州作为整体设立为阿尔塔专区。阿尔塔专区下分为4个市镇（括号内为地图中的数字）：
- 阿尔塔（1）
- 乔治斯·卡赖斯卡基斯市镇（2）
- 中楚迈尔卡（3）
- 尼古劳斯·斯库法斯市镇（4）